# Comuna Ordo-Vasîlivka, Sofiivka
Ordo-Vasîlivka (în ucraineană Ордо-Василівка) este o comună în raionul Sofiivka, regiunea Dnipropetrovsk, Ucraina, formată din satele Kodak, Marie-Kosteantînivka, Mariivka, Motîna-Balka, Novomîhailivka, Ordo-Vasîlivka (reședința), Raipole, Serhiivka, Volodîmîrivka și Zavealivka.

## Demografie
Componența lingvistică a satului Ordo-Vasîlivka
     Ucraineană (95,25%)
     Rusă (4,17%)
     Alte limbi (0,44%)
Conform recensământului din 2001, majoritatea populației satului Ordo-Vasîlivka era vorbitoare de ucraineană (95,25%), existând în minoritate și vorbitori de rusă (4,17%).